# Suceava (županija)
Suceava (IPA: [su.'ʧa.va]) županija nalazi se u sjevernoj Rumunjskoj, u njenoj povjesnoj pokrajini Bukovini. Glavni grad županije Suceava je istoimeni grad Suceava.

## Demografija
Po popisu stanovništva iz 2002. godine u županiji Suceava živjelo je 688,435 stanovnika, dok je prosječna gustoća naseljenosti 80,5 stan/km².
- Rumunji - 96.3%[1]
- Romi - 1.33%
- Ukrajinci, Poljaci, Slovaci, ostali.

| Godina | Ukupno stanovnika |
| ------ | ----------------- |
| 1948.  | 439,751           |
| 1956.  | 507,674           |
| 1966.  | 572,781           |
| 1977.  | 633,899           |
| 1992.  | 701,830           |
| 2002.  | 688,435           |

## Zemljopis
Ukupna površina županije Suceava je 8,553 km² i jedna je od većih rumunjskih županija.
U zapadnom dijelu županije nalaze se istočni  Karpati. Prema istoku pružaju se doline s Siret rijekom.

#### Susjedne županije
- Botoşani i Iaşi na istoku.
- Maramureş i Bistriţa-Năsăud na zapadu.
- Chernivtsi Oblast u Ukrajini na sjeveru.
- Mureş, Harghita i Neamţ na jugu.

## Gospodarstvo
Glavne gospodarske grane u županiji su :
- drvna industrija - županija ima najveću površinu prekrivenu šumom u Rumunjskoj.
- prehrambena industrija,
- proizvodnja mehaničkih komponenti,
- proizvodnja građevinskog materijala,
- tekstilna i kožna industrija

Županija je bogata metalima koji se eksplatiraju iz planina.

## Administrativna podjela
Županija Suceava podjeljena je na pet municipija, 11 gradova i 98 općina.

### Municipiji
- Suceava - glavni grad; stanovnika: 118,670
- Fălticeni
- Rădăuţi
- Câmpulung Moldovenesc
- Vatra Dornei

### Gradovi
- Broşteni
- Cajvana
- Dolhasca
- Frasin
- Gura Humorului
- Liteni
- Milişăuţi
- Salcea
- Siret
- Solca
- Vicovu de Sus

### Općine
| - Adâncata - Arbore - Baia - Bălăceana - Bălcăuţi - Berchişeşti - Bilca - Bogdăneşti - Boroaia - Bosanci - Botoşana - Breaza - Brodina - Buneşti - Burla - Cacica - Calafindeşti - Capu Câmpului | - Cârlibaba - Ciocăneşti - Ciprian Porumbescu - Comăneşti - Cornu Luncii - Coşna - Crucea - Dărmăneşti - Dolheşti - Dorna-Arini - Dorna Candrenilor - Dorneşti - Drăgoieşti - Drăguşeni - Dumbrăveni - Fântâna Mare - Fântânele - Forăşti | - Frătăuţii Noi - Frătăuţii Vechi - Frumosu - Fundu Moldovei - Gălăneşti - Grămeşti - Grăniceşti - Hănţeşti - Hârtop - Horodnic de Jos - Horodnic de Sus - Horodniceni - Iacobeni - Iaslovăţ - Ilişeşti - Ipoteşti - Izvoarele Sucevei - Mălini | - Mănăstirea Humorului - Marginea - Mitocu Dragomirnei - Moara - Moldova-Suliţa - Moldoviţa - Muşeniţa - Ostra - Păltinoasa - Panaci - Pârteştii de Jos - Pătrăuţi - Poiana Stampei - Poieni-Solca - Pojorâta - Preuteşti - Putna - Rădăşeni | - Râşca - Sadova - Şaru Dornei - Satu Mare - Şcheia - Serbăuţi - Siminicea - Slatina - Straja - Stroieşti - Stulpicani - Suceviţa - Todireşti - Udeşti - Ulma - Vadu Moldovei - Valea Moldovei - Vama | - Vatra Moldoviţei - Vereşti - Vicovu de Jos - Voitinel - Volovăţ - Vultureşti - Zamostea - Zvoriştea |

### Sela
- Soloneţu Nou